# Sandra Guaita
Sandra Guaita Esteruelas, née le 23 juillet 1976, est une femme politique espagnole membre du Parti des socialistes de Catalogne (PSC).
Elle est élue députée de la circonscription de Tarragone lors des élections générales de novembre 2019.

## Biographie

### Formation
Sandra Guaita est titulaire d'une licence en biologie et d'un doctorat en sciences expérimentales et de la santé.

### Activités politiques
Elle est élue députée nationale de la circonscription de Tarragone lors des Élections générales espagnoles de novembre 2019.

#### Maire de Reus
Sandra Guaita est investie en octobre 2022 tête de liste aux élections municipales du 28 mai 2023 à Reus, après que le précédent chef de file, Andreu Martín, a renoncé pour raisons personnelles. Sa liste arrive en tête du scrutin avec 8 conseillers municipaux, signant la première victoire du Parti des socialistes de Catalogne depuis 2007. Aucune majorité claire ne s'étant dégagée lors du scrutin, elle est assurée d'accéder à la mairie en sa qualité de candidate de la liste ayant remporté la majorité relative et de succéder à Carles Pellicer, au pouvoir depuis douze ans.
Elle présente le 9 juin un accord de coalition tripartie conclu avec la Gauche républicaine de Catalogne (ERC) et le parti local Ara Reus, ce qui permet à la future maire de disposer d'un exécutif majoritaire ayant le soutien de 15 conseillers municipaux. Le 17 juin, elle est effectivement élue maire de Reus par le conseil municipal par 15 voix favorables, devenant la première femme à gouverner la ville.